# Трейсі Остін
Тре́йсі О́стін (англ. Tracy Austin; нар. 12 грудня 1962, Палос Вердес, Каліфорнія, США) — американська тенісистка, була першою ракеткою світу.
Свого часу Трейсі Остін уважали «вундеркіндом» і майбутньою тенісною зіркою. Уже в 16 років вона вигравала у Відкритий чемпіонат США’ 79 і повторила цей успіх в 1981 році. Крім цього, вона виграла в 1980 Чемпіонат WTA і парний турнір на Вімблдонському турнірі. З 7 по 20 квітня 1980 вона очолила рейтинг WTA. Численні проблеми зі здоров'ям змусили молоду американку вже в 1983 зачохлити ракетку.

## Біографія
Остін виграла 21 юніорський чемпіонат, в 10 років стала переможницею в турнірі до 12 років. В 1977 вона вигравала свій перший турнір WTA в Орегоні. Остін тоді виповнилося 14 років й 28 днів. У тому ж році вона дебютувала на Вімблдоні. Через 2 місяці вона сенсаційно досягла чвертьфіналу на US Open.
В 1979 Остін у віці 16 років й 9 місяців стала наймолодшою переможницею US Open. У фіналі вона потрапила на Кріс Еверт, що до цього виграла чотири фінали цього турніру. Остін виграла з рахунком 6:4 й 6:3. Вона також стала тенісисткою, що перервала неймовірну серію перемог Еверт на ґрунті в півфіналі Italian Open у тому ж році. Еверт до цього не програла в 125 іграх.
В 1980 Трейсі Остін виграла Вімблдонський турнір у міксті разом зі своїм братом Джоном Остіном. У квітні цього ж року вона очолила рейтинг WTA витиснувши Кріс Еверт і Мартіну Навратілову, які ділили поперемінно це місце між собою протягом 6 років.
В 1981 році Остін знову змогла виграти US Open у віці 18 літ. Вона переграла Мартіну Навратілову у високо-драматичному матчі 1:6, 7:6 (7-4) і 7:6 (7-1).
Після цих успіхів усі давали Остін багатообіцяюче майбутнє, але її усе сильніше стали турбувати проблеми зі спиною, які почали обмежувати рухливість.
Попри це Остін змогла виграти в 1982 свій 29-ий турнір WTA у Сан-Дієґо. У першому колі турніру у Фідеральштадті в 1982 колишній вундеркінд наткнулася на інший талант, якому прогнозувалося велике майбутнє. Супротивником Остін стала 14-літня Штеффі Граф, що намагалася виграти свій перший турнір у професійному тенісі. Остін виграла у двох сетах.
Уже в 1983 потухла молода зірка Остін зачохлила ракетку. Їй було тільки 20 років. Вона й Андре Джагер, стали поштовхом для того щоб WTA увели в майбутньому ігрові обмеження для молодих гравців.
У 1989 році Остін чудом пережила важку автомобільну катастрофу.
У 1992 Остін була введена до зали слави міжнародного тенісу.
У період між 1993 й 1994 Трейсі Остін вирішила спробувати повернутися як гравець у тур, але її гра була не найкращою. В одній з ігор, вона натрапила на Штеффі Граф, яку вона, в 1982 описала як посередню. Граф виграла 6:0, 6:0.
Зараз Остін зрідка працює на американському телебаченні, коментуючи матчі.

## Важливі фінали

### Фінали турнірів Великого шолома

#### Одиночний розряд: 2 (2 титули)
| Результат | Рік  | Турнір                           | Покриття | Опонент             | Рахунок                 |
| --------- | ---- | -------------------------------- | -------- | ------------------- | ----------------------- |
| Перемога  | 1979 | Відкритий чемпіонат США з тенісу | Тверде   | Кріс Еверт          | 6–4, 6–3                |
| Перемога  | 1981 | US Open                          | Тверде   | Мартіна Навратілова | 1–6, 7–6(7–4), 7–6(7–1) |

#### Мікст: 2 (1 титул, 1 поразка)
| Результат | Рік  | Турнір               | Покриття | Партнер     | Опоненти                         | Рахунок            |
| --------- | ---- | -------------------- | -------- | ----------- | -------------------------------- | ------------------ |
| Перемога  | 1980 | Вімблдонський турнір | Трава    | Джон Остін  | Діанне Фромгольтц Марк Едмондсон | 4–6, 7–6(8–6), 6–3 |
| Поразка   | 1981 | Вімблдонський турнір | Трава    | John Austin | Бетті Стеве Фрю Макміллан        | 4–6, 7–6(7–2), 6–3 |

### Чемпіонат WTA

#### Одиночний розряд: 2 (1 титул, 1 поразка)
| Результат | Рік  | Чемпіонат     | Покриття  | Опонент             | Рахунок       |
| --------- | ---- | ------------- | --------- | ------------------- | ------------- |
| Поразка   | 1979 | New York City | Килим (i) | Мартіна Навратілова | 6–3, 3–6, 6–2 |
| Перемога  | 1980 | New York City | Килим (i) | Мартіна Навратілова | 6–2, 2–6, 6–2 |

## Фінали турнірів WTA

### Одиночний розряд: 44 (30–14)
| Перемога — Легенда                  |
| ----------------------------------- |
| Турніри Великого шолома (2–0)       |
| Турніри WTA Tour (1–1)              |
| Virginia Slims, Avon, Other (27–13) |

| Титули за покриттям |
| ------------------- |
| Тверде (11–3)       |
| Трава (2–0)         |
| Ґрунт (3–2)         |
| Килим (14–9)        |

| Результат | Ранг | Дата              | Турнір                                | Покриття   | Опонент              | Рахунок                 |
| --------- | ---- | ----------------- | ------------------------------------- | ---------- | -------------------- | ----------------------- |
| Перемога  | 1.   | 10 січня 1977     | Портленд (Орегон)                     | Тверде (i) | Стейсі Марголін      | 6–7, 6–3, 4–1 ret.      |
| Поразка   | 1.   | 6 березня 1978    | Даллас                                | Килим (i)  | Івонн Гулагонг-Коулі | 4–6, 6–0, 6–2           |
| Поразка   | 2.   | 2 жовтня 1978     | Phoenix                               | Тверде     | Мартіна Навратілова  | 6–4, 6–2                |
| Перемога  | 2.   | 23 жовтня 1978    | Porsche Tennis Grand Prix 1978        | Килим (i)  | Бетті Стеве          | 6–3, 6–3                |
| Перемога  | 3.   | 21 листопада 1978 | Токіо                                 | Тверде (i) | Мартіна Навратілова  | 6–1, 6–1                |
| Перемога  | 4.   | 1 січня 1979      | Avon Championships of Washington 1979 | Килим (i)  | Мартіна Навратілова  | 6–3, 6–2                |
| Поразка   | 3.   | 29 січня 1979     | Ameritech Cup                         | Килим (i)  | Мартіна Навратілова  | 6–3, 6–4                |
| Поразка   | 4.   | 21 березня 1979   | Чемпіонат WTA                         | Килим (i)  | Мартіна Навратілова  | 6–3, 3–6, 6–2           |
| Перемога  | 5.   | 10 квітня 1979    | Family Circle Cup 1979                | Ґрунт      | Керрі Мелвілл        | 7–6(7–3), 7–6(9–7)      |
| Перемога  | 6.   | 7 травня 1979     | Internazionali d'Italia 1979          | Ґрунт      | Сільвія Ганіка       | 6–4, 1–6, 6–3           |
| Перемога  | 7.   | 30 липня 1979     | Southern California Open              | Тверде     | Мартіна Навратілова  | 6–4, 6–2                |
| Поразка   | 5.   | 20 серпня 1979    | Мава                                  | Тверде     | Кріс Еверт           | 6–7(2–7), 6–4, 6–1      |
| Перемога  | 8.   | 28 серпня 1979    | US Open                               | Тверде     | Кріс Еверт-Lloyd     | 6–4, 6–3                |
| Перемога  | 9.   | 5 листопада 1979  | Porsche Tennis Grand Prix 1979        | Килим (i)  | Мартіна Навратілова  | 6–2, 6–0                |
| Перемога  | 10.  | 15 грудня 1979    | Токіо                                 | Килим (i)  | Мартіна Навратілова  | 6–2, 6–1                |
| Поразка   | 6.   | 2 січня 1980      | Landover                              | Килим (i)  | Мартіна Навратілова  | 6–2, 6–1                |
| Перемога  | 11.  | 7 січня 1980      | Cincinnati                            | Килим (i)  | Кріс Еверт-Lloyd     | 6–2, 6–1                |
| Перемога  | 12.  | 28 січня 1980     | Avon Championships of Seattle 1980    | Килим (i)  | Вірджинія Вейд       | 6–2, 7–6                |
| Поразка   | 7.   | 4 лютого 1980     | LA Women's Tennis Championships       | Килим (i)  | Мартіна Навратілова  | 6–2, 6–0                |
| Перемога  | 13.  | 10 березня 1980   | Avon Championships of Boston 1980     | Килим (i)  | Вірджинія Вейд       | 6–2, 6–1                |
| Перемога  | 14.  | 17 березня 1980   | Avon Championships                    | Килим (i)  | Мартіна Навратілова  | 6–2, 2–6, 6–2           |
| Перемога  | 15.  | 29 березня 1980   | Carlsbad                              | Тверде     | Мартіна Навратілова  | 7–5, 6–2                |
| Перемога  | 16.  | 7 квітня 1980     | Family Circle Cup 1980                | Ґрунт      | Регіна Маршикова     | 3–6, 6–1, 6–0           |
| Поразка   | 8.   | 29 квітня 1980    | Орландо                               | Ґрунт      | Мартіна Навратілова  | 6–2, 6–4                |
| Перемога  | 17.  | 16 червня 1980    | Eastbourne International              | Трава      | Венді Тернбулл       | 7–6, 6–2                |
| Перемога  | 18.  | 28 липня 1980     | San Diego                             | Тверде     | Венді Тернбулл       | 6–1, 6–3                |
| Перемога  | 19.  | 29 вересня 1980   | Minneapolis                           | Килим (i)  | Мартіна Навратілова  | 6–1, 2–6, 6–2           |
| Перемога  | 20.  | 3 листопада 1980  | Porsche Tennis Grand Prix 1980        | Килим (i)  | Шеррі Екер           | 6–2, 7–5                |
| Поразка   | 9.   | 10 листопада 1980 | Eckerd Open                           | Тверде     | Андреа Єйгер         | w/o                     |
| Поразка   | 10.  | 22 листопада 1980 | Токіо                                 | Килим (i)  | Мартіна Навратілова  | 6–4, 6–3                |
| Перемога  | 21.  | 15 грудня 1980    | Tucson                                | Килим (i)  | Пінат Луї Гарпер     | 6–2, 6–0                |
| Перемога  | 22.  | 7 січня 1981      | Landover                              | Килим (i)  | Андреа Єйгер         | 6–2, 6–2                |
| Перемога  | 23.  | 15 червня 1981    | Eastbourne                            | Трава      | Андреа Єйгер         | 6–3, 6–4                |
| Перемога  | 24.  | 27 липня 1981     | San Diego                             | Тверде     | Пем Шрайвер          | 6–2, 5–7, 6–2           |
| Перемога  | 25.  | 17 серпня 1981    | Мастерс Канада                        | Тверде     | Кріс Еверт-Lloyd     | 6–1, 6–4                |
| Перемога  | 26.  | 1 вересня 1981    | US Open                               | Тверде     | Мартіна Навратілова  | 1–6, 7–6(7–4), 7–6(7–1) |
| Перемога  | 27.  | 21 вересня 1981   | Atlanta                               | Тверде     | Мері-Лу Деніелс      | 4–6, 6–3, 6–3           |
| Поразка   | 11.  | 28 вересня 1981   | Minneapolis                           | Килим (i)  | Мартіна Навратілова  | 6–0, 6–2                |
| Перемога  | 28.  | 26 жовтня 1981    | Filderstadt                           | Килим (i)  | Мартіна Навратілова  | 4–6, 6–3, 6–4           |
| Перемога  | 29.  | 14 грудня 1981    | East Rutherford                       | Килим (i)  | Мартіна Навратілова  | 2–6, 6–4, 6–2           |
| Перемога  | 30.  | 26 липня 1982     | San Diego                             | Тверде     | Кеті Ріналді         | 7–6, 6–3                |
| Поразка   | 12.  | 18 жовтня 1982    | Filderstadt                           | Килим (i)  | Мартіна Навратілова  | 6–3, 6–3                |
| Поразка   | 13.  | 6 грудня 1982     | Richmond                              | Килим (i)  | Венді Тернбулл       | 6–7(3–7), 6–2, 6–4      |
| Поразка   | 14.  | 4 квітня 1983     | Hilton Head Island                    | Ґрунт      | Мартіна Навратілова  | 5–7, 6–1, 6–0           |

### Парний розряд: 7 (5–2)
| Перемога — Легенда                |
| --------------------------------- |
| Турніри Великого шолома (0–0)     |
| Турніри WTA Tour (0–0)            |
| Virginia Slims, Avon, Other (5–2) |

| Титули за покриттям |
| ------------------- |
| Тверде (3–1)        |
| Трава (0–0)         |
| Ґрунт (0–0)         |
| Килим (2–1)         |

| Результат | Ранг | Дата              | Турнір                    | Покриття   | Партнер      | Опоненти                        | Рахунок       |
| --------- | ---- | ----------------- | ------------------------- | ---------- | ------------ | ------------------------------- | ------------- |
| Перемога  | 1.   | 2 жовтня 1978     | Phoenix                   | Тверде     | Бетті Стеве  | Мартіна Навратілова Енн Сміт    | 6–4, 6–7, 6–2 |
| Перемога  | 2.   | 23 жовтня 1978    | Porsche Tennis Grand Prix | Килим (i)  | Бетті Стеве  | Міма Яушовець Вірджинія Рузіч   | 6–3, 6–2      |
| Поразка   | 1.   | 21 листопада 1978 | Токіо                     | Тверде (i) | Kathy May    | Мартіна Навратілова Бетті Стеве | 6–4, 6–7, 3–6 |
| Поразка   | 2.   | 8 січня 1979      | Silicon Valley Classic    | Килим (i)  | Бетті Стеве  | Розмарі Касалс Кріс Еверт       | 6–3, 4–6, 3–6 |
| Перемога  | 3.   | 22 січня 1979     | Hollywood                 | Килим (i)  | Бетті Стеве  | Розмарі Казалс Венді Тернбулл   | 6–2, 2–6, 6–2 |
| Перемога  | 4.   | 20 серпня 1979    | Мава                      | Тверде     | Бетті Стеве  | Міма Яушовець Регіна Маршикова  | 7–6, 2–6, 6–4 |
| Перемога  | 5.   | 28 липня 1980     | Southern California Open  | Тверде     | Енн Кійомура | Розмарі Казалс Венді Тернбулл   | 3–6, 6–4, 6–3 |

## Досягнення в турнірах Великого шолома
| Турнір                                 | 1977  | 1977  | 1978  | 1979  | 1980  | 1981  | 1982  | 1983  | 1984– 1993 | 1994  | Тит-Участь |
| -------------------------------------- | ----- | ----- | ----- | ----- | ----- | ----- | ----- | ----- | ---------- | ----- | ---------- |
| Відкритий чемпіонат Австралії з тенісу |       |       |       |       |       | ЧФ    |       |       |            | 2р    | 0 / 2      |
| Відкритий чемпіонат Франції з тенісу   |       |       |       |       |       |       | ЧФ    | ЧФ    |            | 1р    | 0 / 3      |
| Вімблдонський турнір                   | 3р    | 3р    | 2р    | ПФ    | ПФ    | ЧФ    | ЧФ    |       |            |       | 0 / 6      |
| Відкритий чемпіонат США з тенісу       | ЧФ    | ЧФ    | ЧФ    | П     | ПФ    | П     | ЧФ    |       |            |       | 2 / 6      |
| Титули-Участь                          | 0 / 2 | 0 / 2 | 0 / 2 | 1 / 2 | 0 / 2 | 1 / 3 | 0 / 3 | 0 / 1 | 0 / 0      | 0 / 2 | 2 / 17     |
| Рейтинг на кінець року                 | 12    | 12    | 6     | 3     | 2     | 2     | 4     | 9     |            | NR    |            |